# Ctenomys osvaldoreigi
Espèce
Statut de conservation UICN

 CR B1ab(i,ii,iii,iv) : 
En danger critique
Ctenomys osvaldoreigi est une espèce de rongeurs de la famille des Ctenomyidae. Comme les autres membres du genre Ctenomys, appelés localement des tuco-tucos, c'est un petit mammifère d'Amérique du Sud bâti pour creuser des terriers. Ce rongeur est endémique d'Argentine, où il est considéré par l'UICN comme étant en danger critique d'extinction.
L'espèce a été décrite pour la première fois en 1995 par le zoologiste argentin Julio Rafael Contreras. Elle est nommée en hommage à Osvaldo Alfredo Reig (1929-1992), un paléontologue et herpétologiste argentin.